# Limnaecia symplecta
Limnaecia symplecta là một loài bướm đêm thuộc họ Cosmopterigidae. Nó được tìm thấy ở Úc.